# Güzelyurt, Ortaca
Güzelyurt là một xã thuộc huyện Ortaca, tỉnh Muğla, Thổ Nhĩ Kỳ. Dân số thời điểm năm 2011 là 1.602 người.